# Свети Димитър (Требино)
Вижте пояснителната страница за други значения на Свети Димитър.
„Свети Великомъченик Димитрий“ или „Свети Димитър“, известна като Стара църква (на македонска литературна норма: „Свети Димитар“, „Свети Димитриј“, „Свети Димитрија“, Стара црква), е поствизантийска църква в поречкото село Требино, Северна Македония. Църквата е част от Бродското архиерейско наместничество на Дебърско-Кичевската епархия на Македонската православна църква – Охридска архиепископия.
Църквата е гробищен храм, разположен в западния край на Требино. Според ктиторския надпис е изписана и вероятно обновена в 1644 или 1646 година. Стенописите се отличават със своето високо качество. Църквата запустява в последните години на османската власт.